# Marsdenia tubulosa
Marsdenia tubulosa är en oleanderväxtart som beskrevs av Ferdinand von Mueller. Marsdenia tubulosa ingår i släktet Marsdenia och familjen oleanderväxter. Inga underarter finns listade i Catalogue of Life.